# Terminocavus
Terminocavus é um gênero de dinossauro ceratopsídeo da subfamília Chasmosaurinae. Viveu durante o final do período Cretáceo, no que hoje é a América do Norte. O gênero contém uma única espécie, a espécie-tipo Terminocavus sealeyi, conhecida a partir de um parietal e alguns outros fragmentos associados. O espécime do holótipo foi descoberto na Formação Kirtland, no Novo México, em 1997, e mais tarde foi descrito e nomeado em um estudo de 2020. Era semelhante em anatomia ao Pentaceratops e Anchiceratops, com os quais estava intimamente relacionado, mas tinha um babado superior em forma de coração distinto com um entalhe muito estreito. Tem-se a hipótese de formar uma série anogenética com várias outras espécies de chasmossauros.

## Descoberta

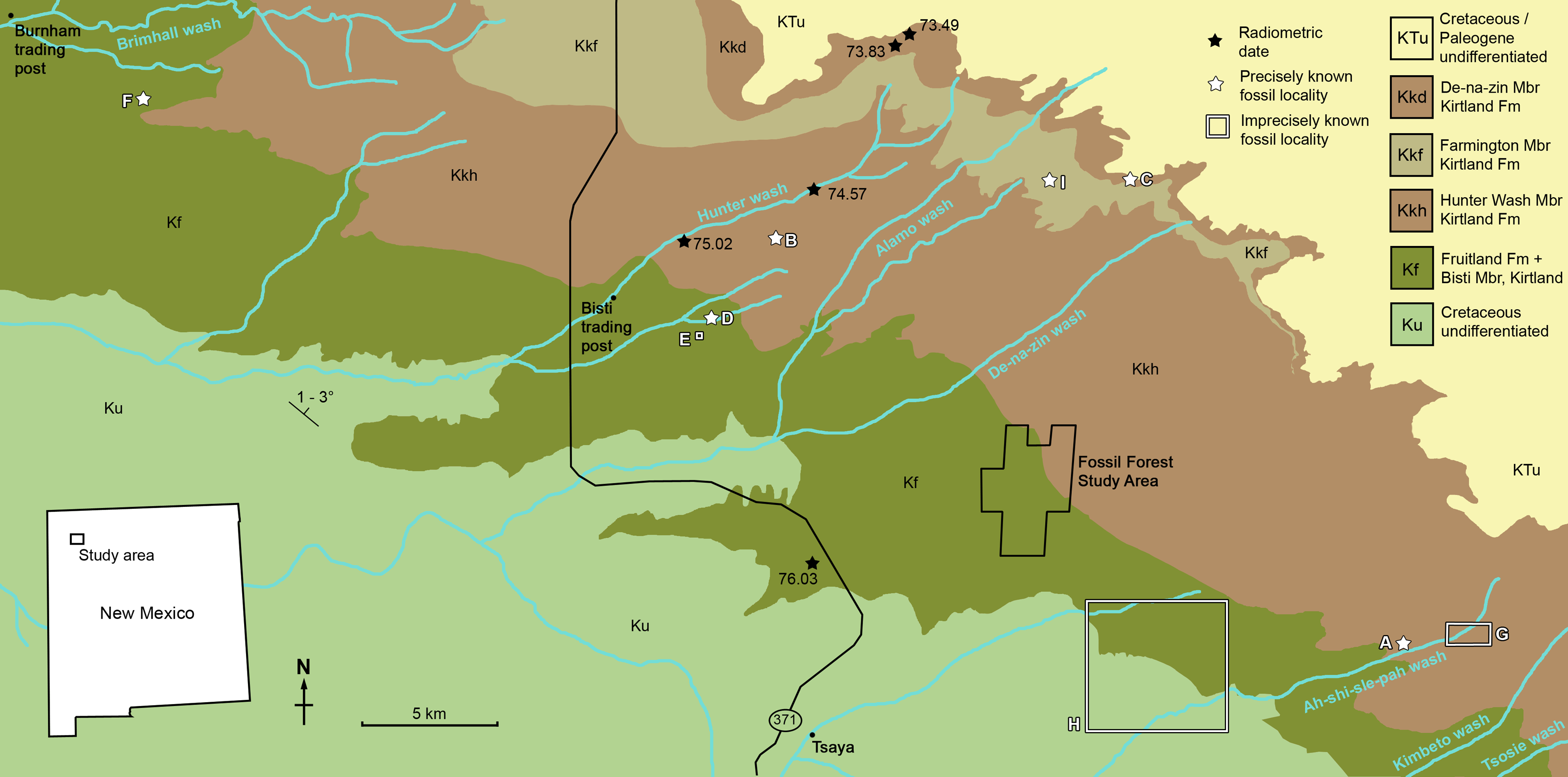
Mapa geologico do sudeste da Bacia de San Juna; B (meio superior) é onde o holótipo do Terminocavus foi encontrado

O espécime holótipo NMMNH P-27468, coletado em 1997, consiste em um parietal (ou parietais pareados fundidos), outros fragmentos de crânio, um sacro parcial e fragmentos vertebrais. Foi descoberto em depósitos de siltstone cinza do Campanian Hunter Wash Membro da Formação Kirtland da Bacia de San Juan, no Novo México. É o único espécime diagnóstico de um dinossauro de Chasmosaurinae descoberto na parte média ou superior do Hunter Wash Member. A idade do espécime é indeterminada; sua textura de babados indica que é um jovem subadulto, mas seu tamanho grande e fusão epiparietal indicariam que representa um adulto.
Um resumo de 2005 referiu o espécime ao gênero Pentaceratops, embora observado como aberrante para o gênero. Joshua Fry questionou a referência em uma tese de mestrado de 2015, com uma análise filogenética falhando em agrupá-la ao lado de outros espécimes de Pentaceratops. Foi nomeado informalmente como um gênero distinto em 2016. Mais tarde, em 2020, foi formalmente nomeado e descrito por Denver W. Fowler e Elizabeth A. Freedman Fowler. O nome Terminocavus significa "chegar ao fim da cavidade", referindo-se à baía parietal sendo quase fechada antes de ser completamente perdida em táxons mais derivados. O nome específico, sealeyi, refere-se ao descobridor do espécime holótipo, Paul Sealey. Nomear o espécime como uma nova espécie de Pentaceratops foi decidido contra para evitar que o gênero se tornasse parafilético.
O crânio quase completo, mas altamente distorcido, PMU 23923, também pode pertencer à espécie. Também vindo da Formação Kirtland, Charles H. Sternberg a descobriu em 1921. Mais tarde, foi nomeada como a nova espécie "Pentaceratops fenestratus" em 1930, mas por futuros autores consideraram sua distinção como resultado de patologia. Embora às vezes considerado um sinônimo de Pentaceratops sternbergi, Fowler e Freedman Fowler consideraram mais provável que pertencesse a Navajoceratops ou Terminocavus devido à sua profunda e estreita enseada mediana e ampla barra parietal. No entanto, a amostra está muito distorcida para permitir o encaminhamento de um confidente.

## Descrição

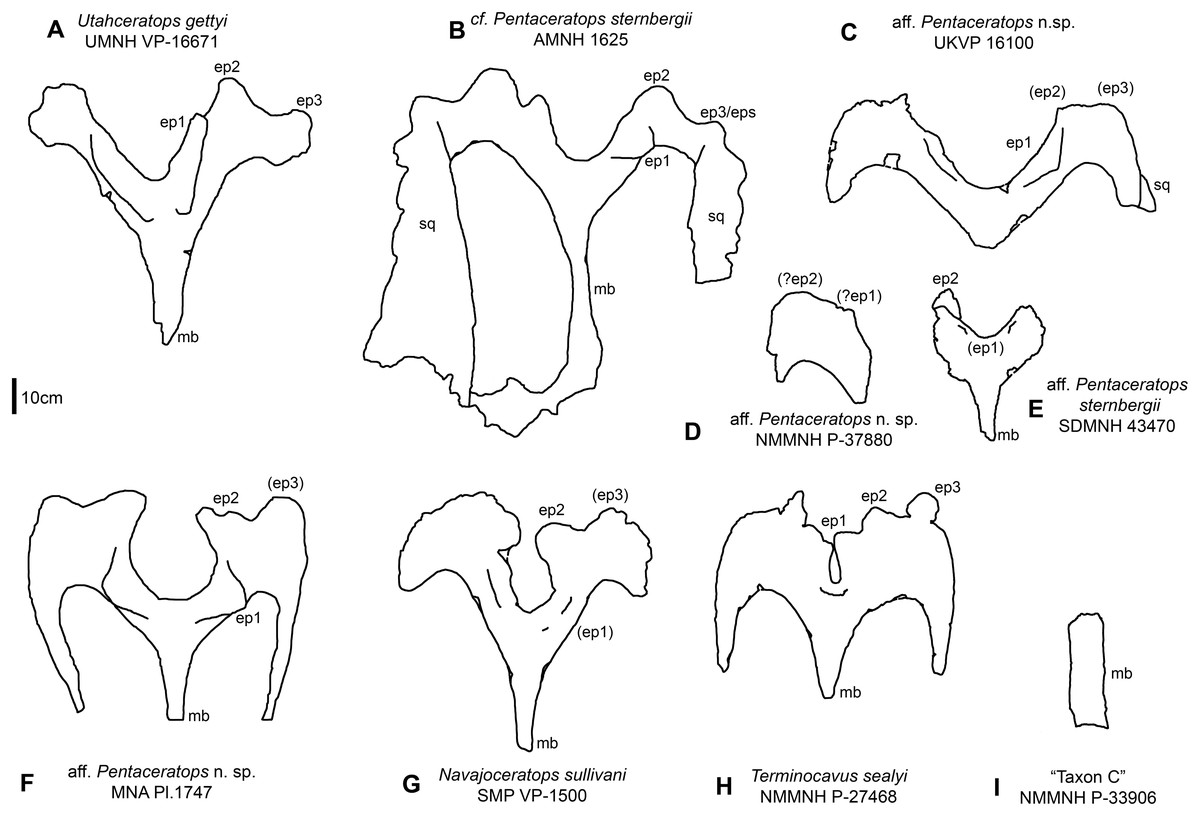
Anatomia parietal preservada de Terminocavus (H, inferior direito) em comparação com seus parentes próximos

Conhecido por material limitado, o Terminocavus se distingue de parentes próximos, como Pentaceratops e Anchiceratops, pela anatomia de seu parietal (a porção superior de seu babado), que forma um coração. A saliência mediana proeminente (um grande entalhe no meio do topo do babado) de parentes anteriores é fortemente reduzida, sendo muito estreita em oposição a larga e em forma de "U". As barras parietais do Terminocavus (as bordas superiores do babado) são finas e extremamente largas em comparação com parentes anteriores; eles são mais em forma de placa do que em forma de barra. Sua barra mediana (o suporte do meio) também se expandiu, apresentando flanges mais pronunciadas do que seu ancestral Navajoceratops. As fenestras parietais (os orifícios no babado) têm uma forma mais arredondada do que o estado angular ancestral e são menores devido às barras parietais e medianas expandidas. No geral, a anatomia é intermediária entre os gêneros mais primitivos como Pentaceratops e os mais derivados como Anchiceratops e os dinossauros da tribo Triceratopsini.

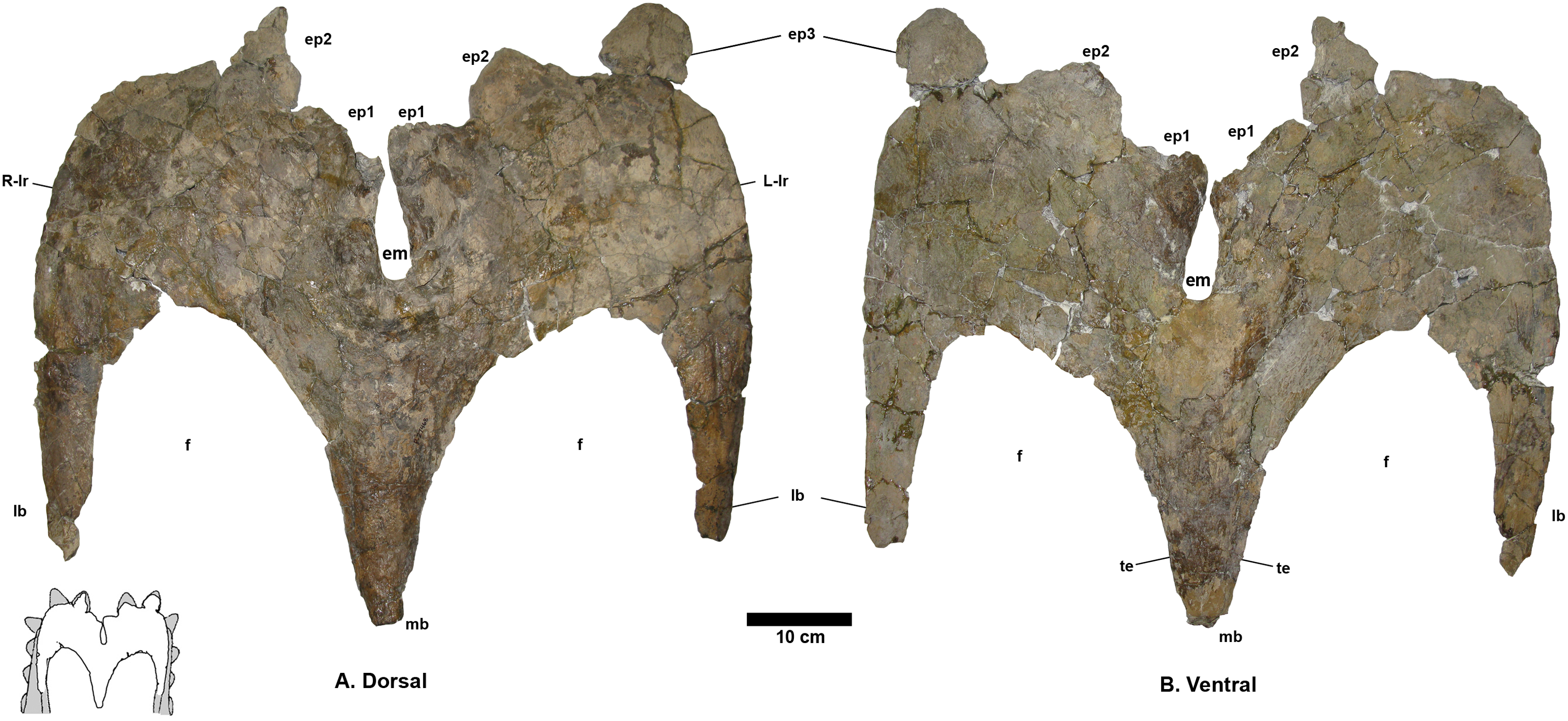
Holótipo parietais da frente e de trás

Como a maioria dos outros chasmossauros, seus parietais fundidos combinados possuem seis epiparietais (pequenos chifres ao longo do parietal), dispostos simetricamente com três de cada lado. O primeiro par, pequeno e triangular, projeta-se da borda superior da enseada mediana, e em vida teria se tocado. O segundo par é um conjunto maior de triângulos, enquanto os terceiros epiparietais têm uma forma arredondada em "D"; ambos se projetam para cima, angulados em linha com o resto do parietal. O esquamosal direito preservado (osso que forma o lado direito do babado) é longo, indicando que o Terminocavus adulto tinha um babado muito grande semelhante ao de seus parentes. Um episquamosal singular e fundido (pequenos chifres ao longo do esquamosal) também é conhecido a partir do holótipo; é rugoso e indistinto do de outros ceratopsídeos. Também é conhecido o corno epijugal esquerdo, fundido aos ossos jugal e quadradojugal; é robusto e grande, mas ao contrário do Pentaceratops não é especialmente longo.
Os restos conhecidos de Terminocavus são ligeiramente menores do que os de Utahceratops e Pentaceratops, indicando que era um animal de tamanho adulto aproximadamente semelhante.

## Classificação
Terminocavus era um membro da subfamília dos ceratopsídeos Chasmosaurinae. Fowler e Freedman Folwler (2020) dividem os chasmossauros em duas linhagens; uma "linha Chasmosaurus" levando a Kosmoceratops e uma "linha Pentaceratops" levando a táxons mais derivados. Terminocavus pertence a este último grupo. A análise filogenética descobriu que era relativamente derivado, mais basal do que o Anchiceratops, mas mais derivado do que o Navajocertops. A árvore, porém, é instável; a remoção de alguns táxons da análise fez com que grande parte da linha Pentaceratops colapsasse em uma politomia não resolvida. Além disso, observou-se que a codificação dos dados de Pentaceratops e Chasmosaurus pode exigir revisão, pois provavelmente contém espécimes de mais de uma espécie; notou-se que isso poderia estar impactando negativamente os resultados. Vários táxons foram nomeados muito recentemente para serem incluídos no estudo que descreve o Terminocavus, e sua inclusão em uma análise também pode mudar sua posição. Uma análise de Fowler e Freedman Fowler (2020) está reproduzida abaixo:
|  | Chasmosaurus                                                   |
|  |                                                                |
|  | \| \| Vagaceratops \| \| \| \| \| \| Kosmoceratops \| \| \| \| |
|  |                                                                |
|  | Vagaceratops                                                   |
|  |                                                                |
|  | Kosmoceratops                                                  |
|  |                                                                |

|  | Vagaceratops  |
|  |               |
|  | Kosmoceratops |
|  |               |

|  | Coahuilaceratops                                               |
|  |                                                                |
|  | \| \| Pentaceratops \| \| \| \| \| \| Utahceratops \| \| \| \| |
|  |                                                                |
|  | Pentaceratops                                                  |
|  |                                                                |
|  | Utahceratops                                                   |
|  |                                                                |

|  | Pentaceratops |
|  |               |
|  | Utahceratops  |
|  |               |

|  | Anchiceratops                                                      |
|  |                                                                    |
|  | \| \| Arrhinoceratops \| \| \| \| \| \| Triceratopsini \| \| \| \| |
|  |                                                                    |
|  | Arrhinoceratops                                                    |
|  |                                                                    |
|  | Triceratopsini                                                     |
|  |                                                                    |

|  | Arrhinoceratops |
|  |                 |
|  | Triceratopsini  |
|  |                 |

|  | Anchiceratops                                                      |
|  |                                                                    |
|  | \| \| Arrhinoceratops \| \| \| \| \| \| Triceratopsini \| \| \| \| |
|  |                                                                    |
|  | Arrhinoceratops                                                    |
|  |                                                                    |
|  | Triceratopsini                                                     |
|  |                                                                    |

|  | Arrhinoceratops |
|  |                 |
|  | Triceratopsini  |
|  |                 |

|  | Anchiceratops                                                      |
|  |                                                                    |
|  | \| \| Arrhinoceratops \| \| \| \| \| \| Triceratopsini \| \| \| \| |
|  |                                                                    |
|  | Arrhinoceratops                                                    |
|  |                                                                    |
|  | Triceratopsini                                                     |
|  |                                                                    |

|  | Arrhinoceratops |
|  |                 |
|  | Triceratopsini  |
|  |                 |

|  | Anchiceratops                                                      |
|  |                                                                    |
|  | \| \| Arrhinoceratops \| \| \| \| \| \| Triceratopsini \| \| \| \| |
|  |                                                                    |
|  | Arrhinoceratops                                                    |
|  |                                                                    |
|  | Triceratopsini                                                     |
|  |                                                                    |

|  | Arrhinoceratops |
|  |                 |
|  | Triceratopsini  |
|  |                 |

|  | Coahuilaceratops                                               |
|  |                                                                |
|  | \| \| Pentaceratops \| \| \| \| \| \| Utahceratops \| \| \| \| |
|  |                                                                |
|  | Pentaceratops                                                  |
|  |                                                                |
|  | Utahceratops                                                   |
|  |                                                                |

|  | Pentaceratops |
|  |               |
|  | Utahceratops  |
|  |               |

|  | Anchiceratops                                                      |
|  |                                                                    |
|  | \| \| Arrhinoceratops \| \| \| \| \| \| Triceratopsini \| \| \| \| |
|  |                                                                    |
|  | Arrhinoceratops                                                    |
|  |                                                                    |
|  | Triceratopsini                                                     |
|  |                                                                    |

|  | Arrhinoceratops |
|  |                 |
|  | Triceratopsini  |
|  |                 |

|  | Anchiceratops                                                      |
|  |                                                                    |
|  | \| \| Arrhinoceratops \| \| \| \| \| \| Triceratopsini \| \| \| \| |
|  |                                                                    |
|  | Arrhinoceratops                                                    |
|  |                                                                    |
|  | Triceratopsini                                                     |
|  |                                                                    |

|  | Arrhinoceratops |
|  |                 |
|  | Triceratopsini  |
|  |                 |

|  | Anchiceratops                                                      |
|  |                                                                    |
|  | \| \| Arrhinoceratops \| \| \| \| \| \| Triceratopsini \| \| \| \| |
|  |                                                                    |
|  | Arrhinoceratops                                                    |
|  |                                                                    |
|  | Triceratopsini                                                     |
|  |                                                                    |

|  | Arrhinoceratops |
|  |                 |
|  | Triceratopsini  |
|  |                 |

|  | Anchiceratops                                                      |
|  |                                                                    |
|  | \| \| Arrhinoceratops \| \| \| \| \| \| Triceratopsini \| \| \| \| |
|  |                                                                    |
|  | Arrhinoceratops                                                    |
|  |                                                                    |
|  | Triceratopsini                                                     |
|  |                                                                    |

|  | Arrhinoceratops |
|  |                 |
|  | Triceratopsini  |
|  |                 |

|  | Chasmosaurus                                                   |
|  |                                                                |
|  | \| \| Vagaceratops \| \| \| \| \| \| Kosmoceratops \| \| \| \| |
|  |                                                                |
|  | Vagaceratops                                                   |
|  |                                                                |
|  | Kosmoceratops                                                  |
|  |                                                                |

|  | Vagaceratops  |
|  |               |
|  | Kosmoceratops |
|  |               |

|  | Coahuilaceratops                                               |
|  |                                                                |
|  | \| \| Pentaceratops \| \| \| \| \| \| Utahceratops \| \| \| \| |
|  |                                                                |
|  | Pentaceratops                                                  |
|  |                                                                |
|  | Utahceratops                                                   |
|  |                                                                |

|  | Pentaceratops |
|  |               |
|  | Utahceratops  |
|  |               |

|  | Anchiceratops                                                      |
|  |                                                                    |
|  | \| \| Arrhinoceratops \| \| \| \| \| \| Triceratopsini \| \| \| \| |
|  |                                                                    |
|  | Arrhinoceratops                                                    |
|  |                                                                    |
|  | Triceratopsini                                                     |
|  |                                                                    |

|  | Arrhinoceratops |
|  |                 |
|  | Triceratopsini  |
|  |                 |

|  | Anchiceratops                                                      |
|  |                                                                    |
|  | \| \| Arrhinoceratops \| \| \| \| \| \| Triceratopsini \| \| \| \| |
|  |                                                                    |
|  | Arrhinoceratops                                                    |
|  |                                                                    |
|  | Triceratopsini                                                     |
|  |                                                                    |

|  | Arrhinoceratops |
|  |                 |
|  | Triceratopsini  |
|  |                 |

|  | Anchiceratops                                                      |
|  |                                                                    |
|  | \| \| Arrhinoceratops \| \| \| \| \| \| Triceratopsini \| \| \| \| |
|  |                                                                    |
|  | Arrhinoceratops                                                    |
|  |                                                                    |
|  | Triceratopsini                                                     |
|  |                                                                    |

|  | Arrhinoceratops |
|  |                 |
|  | Triceratopsini  |
|  |                 |

|  | Anchiceratops                                                      |
|  |                                                                    |
|  | \| \| Arrhinoceratops \| \| \| \| \| \| Triceratopsini \| \| \| \| |
|  |                                                                    |
|  | Arrhinoceratops                                                    |
|  |                                                                    |
|  | Triceratopsini                                                     |
|  |                                                                    |

|  | Arrhinoceratops |
|  |                 |
|  | Triceratopsini  |
|  |                 |

|  | Coahuilaceratops                                               |
|  |                                                                |
|  | \| \| Pentaceratops \| \| \| \| \| \| Utahceratops \| \| \| \| |
|  |                                                                |
|  | Pentaceratops                                                  |
|  |                                                                |
|  | Utahceratops                                                   |
|  |                                                                |

|  | Pentaceratops |
|  |               |
|  | Utahceratops  |
|  |               |

|  | Anchiceratops                                                      |
|  |                                                                    |
|  | \| \| Arrhinoceratops \| \| \| \| \| \| Triceratopsini \| \| \| \| |
|  |                                                                    |
|  | Arrhinoceratops                                                    |
|  |                                                                    |
|  | Triceratopsini                                                     |
|  |                                                                    |

|  | Arrhinoceratops |
|  |                 |
|  | Triceratopsini  |
|  |                 |

|  | Anchiceratops                                                      |
|  |                                                                    |
|  | \| \| Arrhinoceratops \| \| \| \| \| \| Triceratopsini \| \| \| \| |
|  |                                                                    |
|  | Arrhinoceratops                                                    |
|  |                                                                    |
|  | Triceratopsini                                                     |
|  |                                                                    |

|  | Arrhinoceratops |
|  |                 |
|  | Triceratopsini  |
|  |                 |

|  | Anchiceratops                                                      |
|  |                                                                    |
|  | \| \| Arrhinoceratops \| \| \| \| \| \| Triceratopsini \| \| \| \| |
|  |                                                                    |
|  | Arrhinoceratops                                                    |
|  |                                                                    |
|  | Triceratopsini                                                     |
|  |                                                                    |

|  | Arrhinoceratops |
|  |                 |
|  | Triceratopsini  |
|  |                 |

|  | Anchiceratops                                                      |
|  |                                                                    |
|  | \| \| Arrhinoceratops \| \| \| \| \| \| Triceratopsini \| \| \| \| |
|  |                                                                    |
|  | Arrhinoceratops                                                    |
|  |                                                                    |
|  | Triceratopsini                                                     |
|  |                                                                    |

|  | Arrhinoceratops |
|  |                 |
|  | Triceratopsini  |
|  |                 |

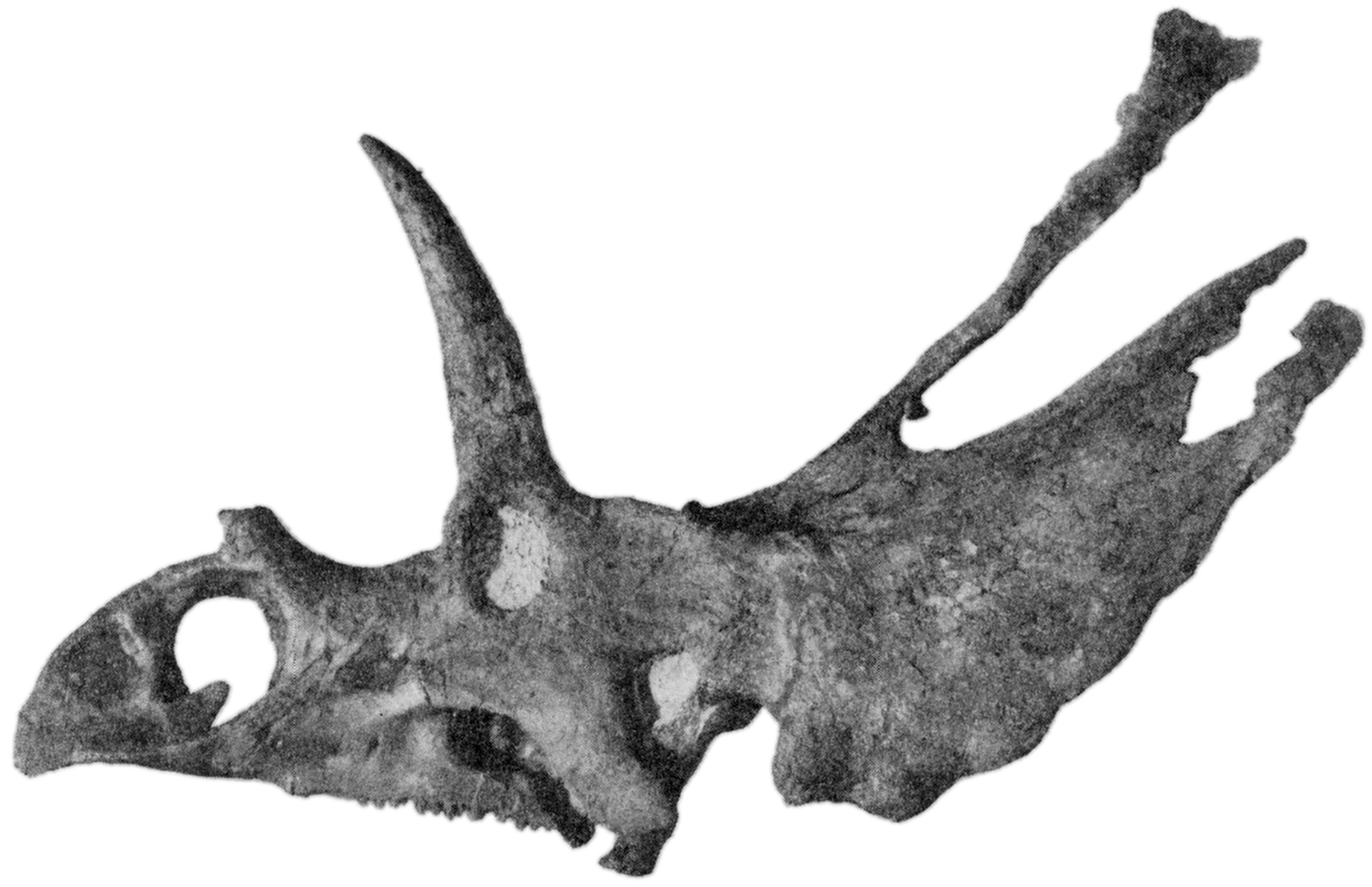
Crânio de Pentaceratops, proposto como ancestral do Terminocavus

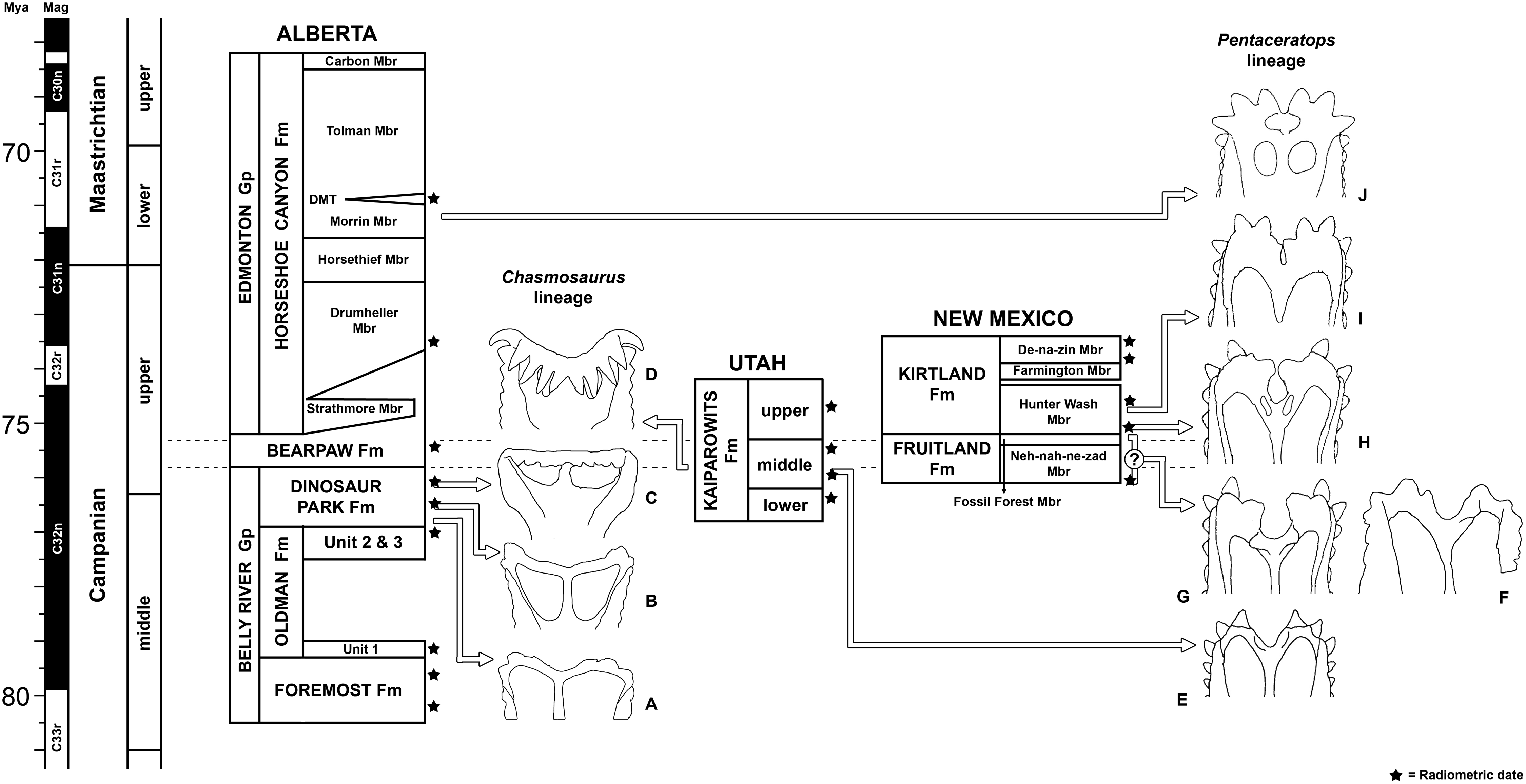
Diagrama estratigráfico demonstrando as linhagens anogenéticas propostas de chasmossauros; babado de Terminocavus é "I", no canto superior direito, mostrado ao lado de seus parentes próximos

Foi proposto que Terminocavus faz parte de uma longa linhagem anogenética de chasmossauros. Os gêneros (em sequência) Utahceratops, Pentaceratops, Navajoceratops, Terminocavus e Anchiceratops representariam, sob este modelo, uma única população de organismos mudando de forma ao longo do tempo, em vez de um conjunto diversificado de parentes próximos. Isso é evidenciado por sua morfologia parietal, que mostra tendências consistentes de mudança. São eles: o fechamento gradual da reentrância medial inicialmente grande, achatamento e expansão da barra parietal, redução do tamanho das fenestras parietais, mudança de sua forma de (sub)angular para arredondada e desenvolvimento de flanges na barra medial. A análise morfométrica geométrica deu suporte à sequência, encontrando-os para plotar na ordem esperada. A análise filogenética (veja acima), no entanto, complicou as coisas, com os gêneros Coahuilaceratops e Bravoceratops dentro da suposta linhagem anogenética. Observou-se, no entanto, que estes são fragmentários e não diagnósticos, respectivamente, e, portanto, podem não ser significativos.